# Grana (queijo)

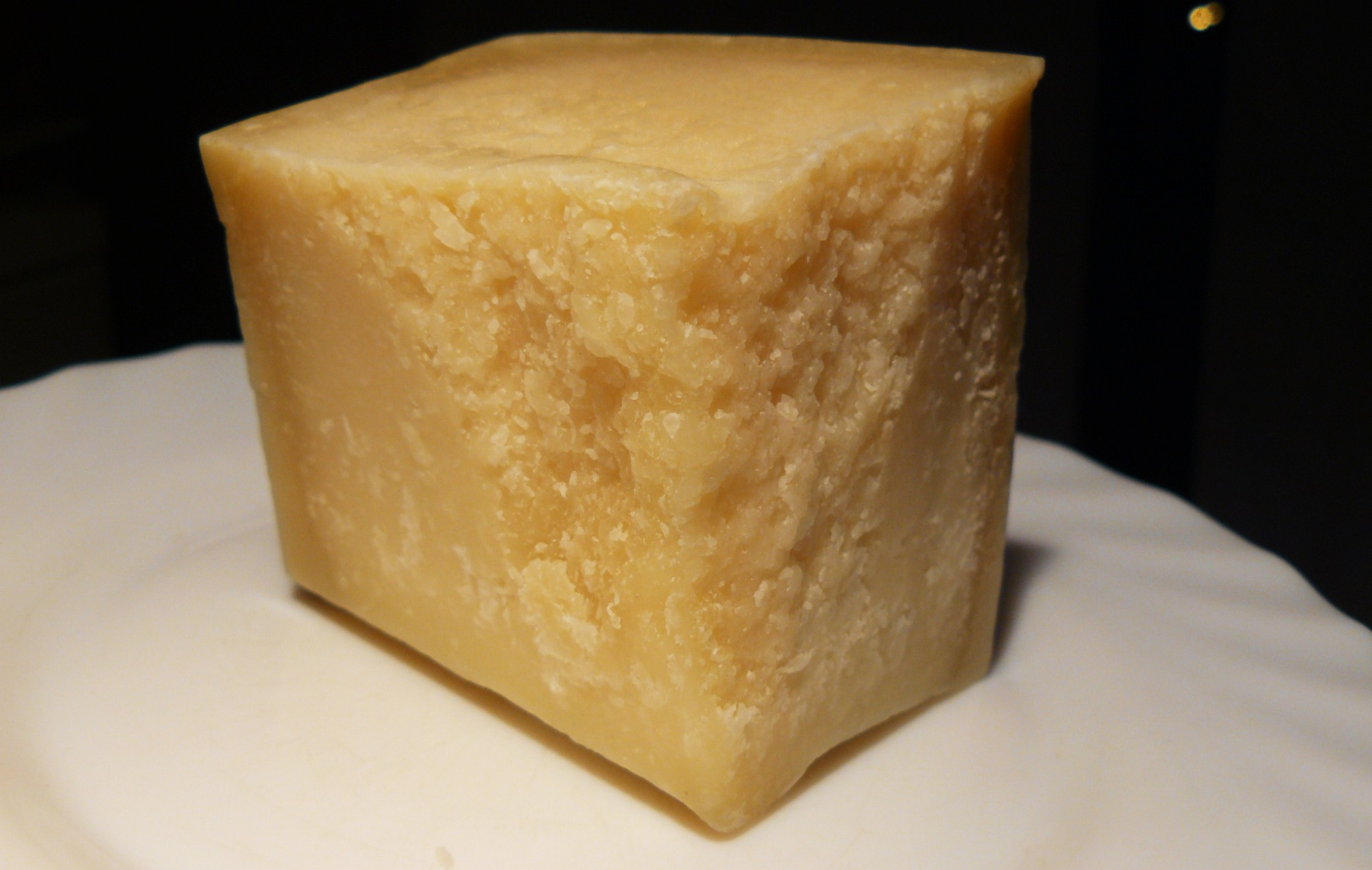
queijo Grana

O Grana é um tipo de queijo de massa dura e granulada, obtido pela caseificação do leite bovino. Tradicional da Itália, é produzido sobretudo na Planície Padana, entre a Lombardia e a Emília-Romanha, além de regiões como Piemonte, Vêneto e Trentino-Alto Adige.
Produzido em determinadas áreas geográficas, que respeitam normas específicas de produção, é vendido com selos que garantem a conformidade com o padrão de qualidade estabelecido. Na União Europeia, ⁣ o termo "grana" é atualmente protegido por lei pela Denominação de Origem Protegida⁣" GranaPadano⁣", de modo que, na UE, apenas o Grana Padano pode ser vendido com o termo "grana". Vários outros queijos dessa família não podem legalmente usar esta denominação, sendo o mais famoso o Parmigian -Reggiano, que também possui uma Denominação de Origem Protegida.

## Características

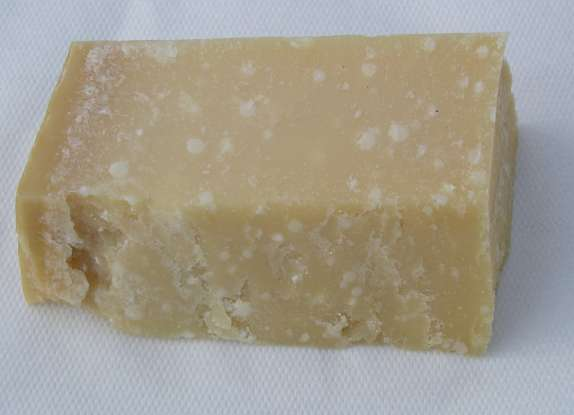
Presença de cristais brancos no Parmigiano Reggiano

O queijo grana é produzido em formas típicas, redondas e de grandes dimensões.
Os queijos curados não são cortados, mas divididos em fatias triangulares com a ajuda de facas especiais, cujo objetivo é cortar o queijo conforme as linhas naturais. Os queijos não curados podem ser cortados com uma máquina equipada de um fio metálico que é conectado a uma manivela.
A textura do queijo é descrita como granulosa, podendo formar-se cristais no seu interior, que são mais visíveis caso o queijo curado seja cortado, em vez de partido.

## Tipos
Os seguintes queijos se enquadram na categoria de queijos Grana:
- Bella Lodi
- Bresciangrana
- Gran Biraghi
- Gran Moravia
- Gran Valgrana piemontesa
- Grande Serafini
- Gran Soresina
- Grana Padano
- Granone Lodigiano
- Mantuanella
- Parmigiano Reggiano
- Trentingrana

O Granone Lodigiano, considerado o antecessor dos queijos Grana, deixou de ser produzido no final da década de 1970. Outros queijos duros, como o Sbrinz suíço, o Gouda holandês curado e o Cheddar inglês curado, bem como o Pecorino Romano, não são Grana, mas ainda são considerados queijos para ralar. Sua consistência é mais elástica, tornando-os mais fáceis de ralar.

## Legislação
O termo grana originalmente indicava um queijo que se caracterizava pela sua estrutura granular, produzido na Planície Padana, no norte da Itália, no fim do século XI.[sem fonte] A disseminação progressiva deste alimento popular levou ao estabelecimento de algumas variedades de Grana (Grana Lodigiano, Emiliano, Lombardo, Veneto, etc.). No entanto, quando a Lei italiana n.º 125, de 10 de abril de 1954, estabeleceu as denominações de origem para queijos, foi solicitado o reconhecimento da denominação Grana Padano, visto que o termo "Padano" foi considerado o mais adequado para unir as diferentes variedades de Grana sob uma única indicação geográfica mais ampla.
Como consequência, o termo grana extinguiu-se como denominação independente, passando a designar um grupo de queijos. Um exemplo é o queijo Trentingrana, considerado um tipo de Grana Padano. Em virtude de uma disposição legal específica (Decreto do Presidente da República Italiana nº 26, de 26 de janeiro de 1987 – D.P.R. 26/01/1987) e da sua metodologia de produção particular, foi-lhe concedida a possibilidade de indicar a zona geográfica de produção (província autônoma de Trento). Ainda assim, o Trentingrana permanece sujeito, em todos os aspectos, à regulamentação do queijo Grana Padano com Denominação de Origem Protegida (DOP), mantendo todas as suas características, respeitando os mesmos padrões de produção e sendo submetido aos controles e serviços do Consórcio de Proteção do Queijo Grana Padano.
Conforme reiterado em sentença do Tribunal Geral da União Europeia (de 12 de setembro de 2007, no processo T-291/03), “grana” é elemento essencial e distintivo da Denominação de Origem Protegida Grana Padano. Assim, seu uso é permitido apenas em combinação com o termo “Padano” e exclusivamente para designar o queijo que possui direito ao selo DOP.

## Características
Uma peça de queijo Grana deve ter um peso variável entre 24 40 kg kg.    Para fazer um quilo são necessários 16 litros de leite. 
A principal diferença entre o Parmigiano Reggiano e o Grana Padano refere-se à alimentação das vacas: segundo as normas de produção do Parmigiano Reggiano, é proibido o uso de silagem. Esse alimento pode contaminar o leite com esporos de Clostridium tyrobutyricum, predispondo o queijo, durante a maturação, ao aparecimento do inchaço tardio do grão - uma das alterações mais graves que podem afetar esse produto. O uso de silagem exigiria, portanto, a adição de um conservante natural ao queijo, a lisozima, como ocorre na produção do Grana Padano, o que não é permitido pelo regulamento de produção do Parmigiano Reggiano.

## Entradas relacionadas
- Parmigiano-Reggiano
- Grana Padano
- Granone Lodigiano
- Lodigiano típico
- Trentingrana
- Granaccinelli

## Outros projetos
| Controle de autoridade | Dicionário de sinônimos BNCF 3101 · LCCN ( EN ) sh85098234 · BNF ( FR ) cb124377053 (dados) · J9U ( EN , ELE ) 987007565507105171 |